# Tomáš Špidlík

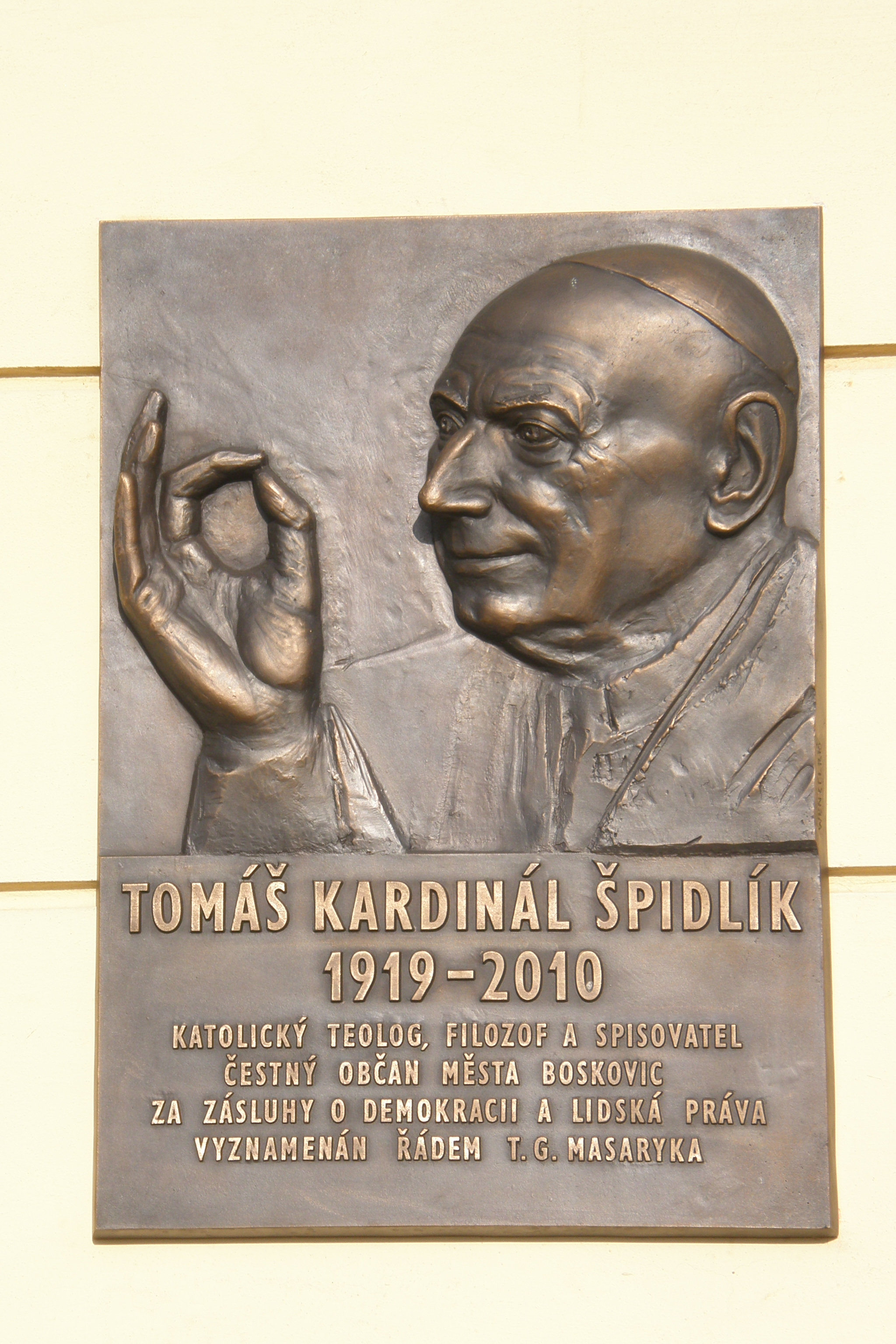
Pamětní deska kardinála Tomáše Špidlíka v rodných Boskovicích

Tomáš Josef kardinál Špidlík (17. prosince 1919 Boskovice – 16. dubna 2010 Řím) byl moravský katolický teolog, kněz, jezuita a kardinál (nebyl však biskupem).

## Životopis
Tomáš Špidlík absolvoval základní školu a gymnázium v rodných Boskovicích. V roce 1938 začal studovat latinu a českou literaturu na filozofické fakultě v Brně. Po uzavření českých vysokých škol nacisty na podzim 1939 vstoupil 23. září 1940 do jezuitského noviciátu v Benešově u Prahy. Když i tento obsadili nacisté, pokračoval v letech 1942–1945 ve filozofických studiích na Velehradě. Zde složil 24. září 1942 řeholní sliby. Příprava byla několikrát přerušena nucenou prací, nařízenou nejprve německou, pak rumunskou a nakonec ruskou armádou.
Po skončení studií byl Špidlík jmenován prefektem velehradského gymnázia. Vyučoval zde češtinu a ruštinu. V roce 1946 byl poslán na teologická studia do holandského Maastrichtu, kde 22. srpna 1949 přijal kněžské svěcení. V roce 1950 doplnil svá jezuitská formační studia v italské Florencii. V roce 1951 již bylo zřejmé, že se do vlasti nebude moci vrátit. Byl pozván ke spolupráci s Vatikánským rozhlasem. V letech 1951–53 tedy pokračoval ve studiích na Papežském orientálním institutu v Římě a v roce 1955 zde obhájil doktorskou práci Joseph de Volokolamsk. Un chapitre de la spiritualité russe (Josef Volokolamský. Kapitola z ruské spirituality) pod vedením jezuity prof. Irenea Hausherra. Od roku 1954 vyučoval jako docent východní a patristickou teologii v Římě v Papežském orientálním institutu, na Papežské gregoriánské univerzitě a v karmelitánském institutu Teresianum a hostoval na mnoha evropských i světových univerzitách, mimo jiné v St. Paul ve Spojených státech, v Indii a v Kinshase (Demokratická republika Kongo). V roce 1961 byl jmenován profesorem. V letech 1951–1989 byl spirituálem Papežské koleje sv. Jana Nepomuckého v Římě. Špidlíkovy české páteční promluvy na Radiu Vatikán byly překládány do mnoha dalších jazyků.
Tomáš Špidlík byl prastrýcem studenta, křesťanského aktivisty a mladého disidenta Pavla Švandy, který byl v říjnu 1981 po srpnové návštěvě Říma a Tomáše Špidlíka nalezen mrtvý v propasti Macocha. Podle názorů z disentu, z okruhu přátel Pavla Švandy a vyšetřovatelů z Úřadu dokumentace a vyšetřování zločinů komunismu, byl zřejmě zavražděn Státní bezpečností, důkazy, které by vraždu potvrzovaly jednoznačně, však nalezeny nebyly.
Od roku 1990 přednášel již jako emeritní profesor na Papežském orientálním institutu, a od roku 1991 žil a pracoval v Centro Ezio Aletti v Římě. V roce 1996 byl Ateliér duchovního umění Centra Aletti pověřen výzdobou papežské kaple „Redemptoris Mater“ ve Vatikáně, přičemž kardinál Špidlík a P. Marco Rupnik odpovídali za teologickou a uměleckou koncepci obnovy. Ve stejném roce vzniklo další Centrum Aletti Velehrad-Roma v Olomouci, jehož součástí je nakladatelství Refugium, které se od svého založení věnuje také kompletnímu vydání díla Tomáše kardinála Špidlíka.
V červenci 1992 navštívil Moravu, předsedal v Pustiměři o sv. Anně Mezinárodnímu setkání mládeže a týden nato vedl exercicie mladých v Drysicích.
V březnu 1995 vedl duchovní cvičení (exercicie) papeže Jana Pavla II. a římské kurie.
21. října 2003 byl Janem Pavlem II. jmenován kardinálem spolu s dispensem od biskupského svěcení (které jinak kanonické právo od kardinálů vyžaduje).
Kardinálské kolegium jej vybralo, aby 18. dubna 2005 v Sixtinské kapli pronesl poslední promluvu ke konkláve před volbou papeže, v níž byl nakonec zvolen Benedikt XVI. První exhortaci pronesl Raniero Cantalamessa. Tento zvyk zavedla apoštolská konstituce Universi Dominici Gregis. Ke kardinálům, kteří budou volit nového papeže, mají promluvit dvě význačné církevní osobnosti o situaci, ve které se v současnosti církev nachází, a o výzvách, které před ní stojí do budoucna. Vzhledem ke svému věku již Špidlík nebyl oprávněn papeže volit.
Tomáš kardinál Špidlík zemřel v pátek 16. dubna 2010 v 21.00 po delší nemoci v kruhu svých přátel a spolupracovníků v Římě. Po obřadech v Olomouci a na Velehradě byl 30. dubna 2010 pohřben v bazilice Panny Marie na Velehradě.

## Ocenění

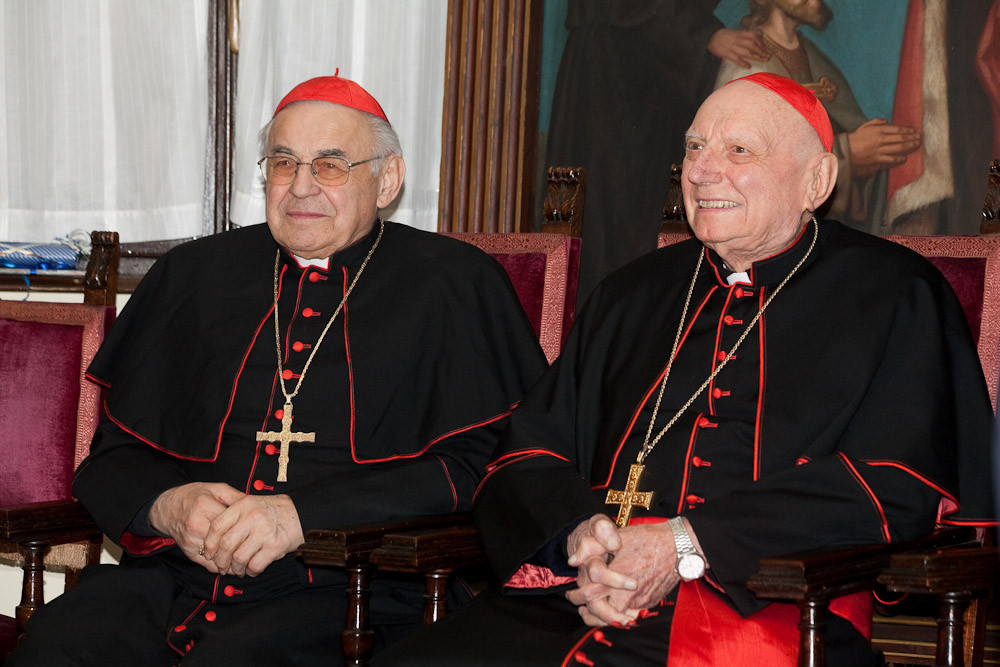
S kardinálem Vlkem (vlevo) v Nepomucenu při oslavě svých 90. narozenin

V Římě Špidlíka navštívili Alexander Dubček i Václav Havel. 28. října 1998 jej český prezident Václav Havel za vynikající zásluhy o demokracii a lidská práva vyznamenal Řádem T. G. Masaryka.
Italský prezident Carlo Azeglio Ciampi 22. listopadu 2003 Špidlíkovi předal nejvyšší vyznamenání za zásluhy v oblasti kultury a umění. Dle TS ČBK přijal „Zlatou medaili za zásluhy o kulturu a umění“ 26. listopadu 2003 z rukou italského ministra kultury Giuliana Urbaniho.
16. června 2005 převzal Špidlík v Neapoli první cenu „Corrada Ursiho“ za svůj přínos pro porozumění mezi národy prostřednictvím médií.
U příležitosti 400. výročí narození „Učitele národů“ Jana Ámose Komenského jej 26. července 1992 město Uherský Brod poctilo zlatou medailí Jana Ámose Komenského. Po vydání Opus Magnum (L‘idée russe) roku 1994 mu francouzské město Troyes udělilo medaili čestného občanství. O knihu projevil osobně zájem i francouzský premiér. 6. srpna 2005 převzal čestné občanství Pustiměře..
U příležitosti 600. výročí úmrtí Sergeje Radoněžského (1314–1392) byl v roce 1992 přijat sovětským exprezidentem Michailem Gorbačovem. V roce 1993 byl jmenován čestným členem Společnosti byzantských studií v Petrohradě.
V roce 1997 obdržel dva čestné doktoráty. V květnu od rumunské univerzity v Cluj-Napoca, která v něm ocenila jednoho z největších znalců východní teologie a spirituality, a v prosinci od teologické fakulty Univerzity Palackého v Olomouci. V květnu 1999 obdržel čestný doktorát od Karlovy univerzity v Praze.
V roce 2002 udělila Česká biskupská konference Tomáši Špidlíkovi Řád sv. Cyrila a Metoděje za celoživotní dílo.
Papež Jan Pavel II. jmenoval 21. října 2003 prof. Špidlíka kardinálem. Do svého kardinálského erbu si Špidlík vložil heslo Ex toto corde („Z celého srdce“). Titulární baziliku Sant’Agata dei Goti převzal 5. února 2004, v den její památky.

## Dílo
Špidlík se zaměřoval na teologii křesťanského východu. Mnozí[kdo?] oceňují hloubku, poctivost i umělecký cit jeho bádání, jeho porozumění historii i současnosti, schopnost učinit dávné myšlenky inspirativními pro současnost. Myšlenkově navazuje zejména na Vladimíra Solovjova.
V češtině byly vydány tyto jeho publikace:
Duchovní literatura
- Apoštol národů svatý Pavel. Nakladatelství Refugium, 2008. ISBN 978-80-7412-005-3
- Cesta Ducha. Nakladatelství Refugium, 1995. ISBN 80-901957-0-9
- Církevní otcové s Tomášem Špidlíkem. Karmelitánské nakladatelství, 2006. ISBN 80-7195-074-2
- Duchovní cvičení s Janem Pavlem II.. Nakladatelství Refugium, 2007. ISBN 978-80-86715-79-7
- Duchovní jednota nové Evropy. Nakladatelství Refugium, 2007. ISBN 978-80-86715-78-0
- Duše poutníka. Karmelitánské nakladatelství, 2004. ISBN 80-7192-828-3
- Důvody srdce. Nakladatelství Vyšehrad, 2001. ISBN 80-7021-533-X
- Eucharistie. Lék nesmrtelnosti. Nakladatelství Refugium, 2005. ISBN 80-86715-39-6
- Jak očistit své srdce?. Nakladatelství Refugium, 1999 (2013 dotisk). ISBN 80-86045-34-X
- K vyšším věcem jsem se narodil. Nakladatelství Alverna, 1991. ISBN 80-900275-1-2
- Liturgické meditace na celý rok. Nakladatelství Refugium, 2006. ISBN 80-86715-54-X
- My v Trojici : krátká trinitární esej. Nakladatelství Refugium, 2000. ISBN 80-86045-53-6
- Nové cesty pastorální teologie. Nakladatelství Refugium, 2008. ISBN 978-80-86715-97-1
- Otčenáš. Křesťanská akademie, Řím, 1973
- O povolání : několik užitečných úvah. Nakladatelství Refugium, 2011. ISBN 978-80-7412-078-7
- Po tvých stezkách. Křesťanská akademie, Řím, 1968
- Pouť ve Svatém roce 2000. Nakladatelství Refugium, 2000. ISBN 80-86045-51-X
- Prameny světla : (příručka křesťanské dokonalosti). Nakladatelství Refugium, 2005. ISBN 80-86715-34-5
- Slyšet Boha v ranním vánku. Karmelitánské nakladatelství, 2005. ISBN 80-7192-941-7
- Svatá Melánie : úsvit nových dějin. Nakladatelství Refugium, 2004. ISBN 80-86715-24-8
- Umíme se modlit?. Nakladatelství Refugium, 2001 (2012 dotisk). ISBN 978-80-7412-112-8
- Vědy – umění – náboženství : protiklad nebo soulad?. Nakladatelství Refugium, 2009 . ISBN 978-80-7412-037-4
- Věřím v život věčný. Eschatologie. Nakladatelství Refugium, 2007. ISBN 978-80-86715-93-3
- Vnitřně zakoušet /Eseje pro duchovní cvičení/. Nakladatelství Refugium, 2009. ISBN 978-80-7412-028-2
- Znáš Boha otce? Nakladatelství Refugium, 1998. ISBN 80-86045-26-9
- Znáš Boha Otce, Syna i Ducha svatého?. Nakladatelství Refugium, 2005. ISBN 80-86715-45-0
- Znáš Ducha svatého?. Nakladatelství Refugium, 1998. ISBN 80-86045-18-8
- Znáš Krista?. Nakladatelství Refugium, 1998. ISBN 80-86045-17-X
- Živé slovo. Nakladatelství Refugium, 2000. ISBN 80-86045-28-5

Křesťanský Východ
- Duše Ruska s Tomášem Špidlíkem. Karmelitánské nakladatelství, 2000. ISBN 80-7192-518-7
- Ignác – starec : příklad duchovního otcovství. Nakladatelství Refugium, 2005. ISBN 80-86715-38-8
- Maria v tradici křesťanského Východu. Velehrad : Česká provincie Tovaryšstva Ježíšova, 1993.
- Ruská idea : jiný pohled na člověka. Z franc. přeložil: Antonín Juvenál Valíček. Nakladatelství Refugium, 1996. 414 s. (Dílo Tomáše Špidlíka. 3. Studium. 88.) ISBN 80-86045-02-1
  - Recenze v: Sborník prací Filozofické fakulty brněnské univerzity. D, Řada literárněvědná. 1997, vol. 46, iss. D44, pp. 149-152 (autor: Skutil, Jan)
- Řehoř Naziánský : úvod ke studiu jeho duchovní nauky. Nakladatelství Refugium, 2010. ISBN 978-80-7412-051-0
- Spiritualita křesťanského východu IV. : mnišství. Z francouzského originálu přeložil: Juvenál Valíček. Velehrad : Refugium Velehrad-Roma, 2004. 396 s., il. (Souborné dílo Tomáše Špidlíka. 4.) ISBN 80-86715-16-7
- Spiritualita křesťanského východu II. : modlitba. Nakladatelství Refugium, 1999. ISBN 80-86045-33-1
- Spiritualita křesťanského východu I. : systematická příručka. Nakladatelství Refugium, 2002. ISBN 80-86045-84-6

Jezuitika
- Ignác z Loyoly a spiritualita Východu : průvodce knihou Duchovní cvičení svatého Ignáce z Loyoly. Nakladatelství Refugium, 2001. ISBN 80-86045-67-6

Pohádky a knížky pro děti
- Bajky o moudré sově. Nakladatelství Refugium, 2003 (2. vydání 2011). ISBN 80-86715-04-3
- Ulipispirus a jiné pohádky. Nakladatelství A. Weger, Brixen 1971
- Profesor Ulipispirus a jiné pohádky. Nakladatelství Refugium, 2000. ISBN 80-86045-47-1